# Marie-Christine Arnautu
Marie-Christine Arnautu (ur. 19 października 1952 w Paryżu) – francuska polityk i samorządowiec, wiceprzewodnicząca Frontu Narodowego, posłanka do Parlamentu Europejskiego VIII kadencji.

## Życiorys
Jej ojciec pochodził z greckiej Macedonii, urodził się w Bułgarii, matka z pochodzenia była Włoszką. Rodzice, którzy osiedlili się we Francji, zostali naturalizowani w 1957.
Marie-Christine Arnautu studiowała prawo na Uniwersytecie Panthéon-Assas. W 1973 w trakcie kolacji zorganizowanej przez zrzeszenie studenckie poznała Jeana-Marie Le Pena, stając się wkrótce jednym z jego najbliższych współpracowników i przyjaciół. Pracowała w założonym przez niego wydawnictwie fonograficznym Serp, następnie była zatrudniona w Air France, skąd odeszła w 2011.
Zaangażowała się w działalność Frontu Narodowego. W latach 1986–1988 była asystentką parlamentarną posła Jeana-Pierre'a Stirbois. Od 1989 do 1995 była radną miejską Vitrolles. W latach 1998–2010 pełniła funkcję radnej regionu Île-de-France, nie uzyskując w kolejnych wyborach reelekcji. Kilkakrotnie bezskutecznie kandydowała również do Zgromadzenia Narodowego. Awansowała jednocześnie w strukturze partyjnej, w 2011 obejmując stanowisko wiceprzewodniczącej Frontu Narodowego.
W 2014 Marie-Christine Arnautu została wybrana do Europarlamentu VIII kadencji.